# Patrice Wymore
Patrice Wymore (Miltonvale, Kansas, 17 de diciembre de 1926 - Parroquia de Portland, Jamaica, 22 de marzo de 2014) fue una actriz estadounidense de cine, televisión y teatro de los años 1950 y 1960.

## Biografía
Nacida como Patricia Wymore en Miltonvale, Kansas, a la edad de seis años comenzó a viajar con su familia, que eran artistas de vodevil. En el momento en que llegó a la edad adulta tenía una buena voz para cantar. Hizo una prueba en la ciudad de Nueva York para un papel en Up in Central Park, en la que se presentó en 1947.
Luego participó en el musical de Broadway Hold It!, por el que ganó un Premio Theatre World como "Actriz Prometedora". Después de su actuación en All for Love, en 1949, se puso en contacto con Warner Bros., y se mudó a Hollywood.
Fue esposa de Errol Flynn desde 1950 hasta la muerte del actor en 1959.
Wymore murió de causas naturales en Portland, Jamaica, el 22 de marzo de 2014, a los 87 años de edad.

## Filmografía
| Filme      | Filme                                 | Filme                         | Filme                      |
| Año        | Filme                                 | Rol                           | Notas                      |
| ---------- | ------------------------------------- | ----------------------------- | -------------------------- |
| 1950       | Tea for Two                           | Beatrice Darcy                | Acreditado como Pat Wymore |
| 1950       | Rocky Mountain                        | Johanna Carter                |                            |
| 1951       | I'll See You in My Dreams             | Gloria Knight                 |                            |
| 1951       | Starlift                              | Herself                       | Acreditado como Pat Wymore |
| 1952       | The Big Trees                         | Daisy Fisher/Dora Figg        |                            |
| 1952       | She's Working Her Way Through College | 'Poison' Ivy Williams         |                            |
| 1953       | The Man Behind the Gun                | Lora Roberts                  |                            |
| 1953       | She's Back on Broadway                | Karen Keene                   |                            |
| 1955       | King's Rhapsody                       | Princess Cristiane            |                            |
| 1959       | The Sad Horse                         | Leslie MacDonald              |                            |
| 1960       | Ocean's 11                            | Adele Ekstrom                 |                            |
| 1966       | Chamber of Horrors                    | Vivian (anfitriona de Delano) |                            |
| Televisión |                                       |                               |                            |
| Año        | Título                                | Rol                           | Notas                      |
| 1953       | Lux Video Theatre                     |                               | 1 episodio                 |
| 1957       | The Errol Flynn Theatre               | Various                       | 5 episodios                |
| 1958       | Jefferson Drum                        | Goldie                        | 1 episodio                 |
| 1960       | The Roaring 20's                      | Maxine "Bunny" Mallory        | 1 episodio                 |
| 1960       | The Deputy                            | Lucy Ballance                 | 1 episodio                 |
| 1961       | Cheyenne                              | Harriet Miller                | 1 episodio                 |
| 1961       | Tales of Wells Fargo                  | Pearl Harvey                  | 1 episodio                 |
| 1961       | 77 Sunset Strip                       | Barbara Wentworth             | 1 episodio                 |
| 1963–1965  | Perry Mason                           | Various                       | 3 episodios                |
| 1965       | Never Too Young                       | Rhoda                         | Unknown episodios          |
| 1965–1967  | F Troop                               | Various                       | 2 episodios                |
| 1966       | Mister Roberts                        |                               | 1 episodio                 |
| 1967       | The Monkees                           | Madame Quagmyer               | 1 episodio                 |